# Флаг Белгородской области
Флаг Белгоро́дской области — символ Белгородской области Российской Федерации.
Флаг утверждён 22 июня 2000 года и внесён в Государственный геральдический регистр Российской Федерации с присвоением регистрационного номера 621.
Флаг Белгородской области разработан с учётом отечественных и международных геральдико-правовых норм и в своей основе воспроизводит цвета и фигуры исторических полковых и ротных знамён Белгородских армейского пехотного и гарнизонного полков, пожалованных Петром I в 1712 году, а также исторического (первоначально крестового) флага России.

## Описание
Описание флага, утверждённое законом Белгородской области от 6 мая 2004 года № 122, гласит:
«Флаг Белгородской области представляет собой прямоугольное полотнище, разделённое синим крестом на четыре равные части — из которых первая (верхняя у древка) — белая, вторая (нижняя у древка) — красная, третья (верхняя у свободного края полотнища) — зелёная, четвёртая (нижняя у свободного края полотнища) — чёрная. Цветной герб Белгородской области помещён в пределах крыжа — первой (белой) четверти флага.
Отношение ширины полотнища к длине — 2:3, отношение высоты гербового щита к ширине полотнища — 3:9, отношение ширины плеча креста к ширине полотнища — 1:11».
В описании флага, утверждённом 22 июня 2000 года постановлением Белгородской областной Думы № 36, второе предложение было дополнено информацией об утверждении герба:
«Цветной герб Белгородской области, воссозданный и утверждённый 15 февраля 1996 года на основе герба Белгородской губернии 1730 года, помещён в пределах крыжа — первой (белой) четверти флага».

## Символика цветов
Белый цвет символизирует богатые залежи и производство мела, молока и сахара, 

зелёный — изобилие и плодородие земли, полей и лесов, 

красный — кровь, пролитую защитниками Отечества на белгородских рубежах в XVI—XX веках, 

чёрный — богатство почвы, её чернозём и недра.